# Stefan Pierzchalski
Stefan Pierzchalski (ur. 23 grudnia 1876 w Biskupicach, zm.  19 kwietnia 1930 w Katowicach) – fotograf i filmowiec.

## Życiorys
Pochodził z rodziny chłopskiej. Ojciec Józef Pierzchalski i matka Marianna z domu Szupryczyńska. Stefan Pierzchalski wyjechał z Biskupic do przemysłowego Zagłębia Ruhry w Niemczech. Tam prowadził atelier fotograficzne przy Karlstrasse 1 w Wanne Gelsenkirchen.
W 1908 roku w Duisburgu ożenił się z córką murarza i budowlańca Jadwigą Kołodziej, pochodzącą z Górnego Śląska. Dwa lata po ślubie urodził się jedyny syn Stefana – Antoni Pierzchalski,  który był absolwentem szkoły optycznej w Berlinie.
Stefan Pierzchalski należał do różnych towarzystw polonijnych działających na terenie Niemiec, a później także na Górnym Śląsku. Między innymi był członkiem Towarzystwa Gimnastycznego „Sokół” w rejonie Westfalii. Wrócił do kraju w 1919 roku i już 16 listopada na łamach „Dziennika Śląskiego” pojawia się pierwsza reklama jego zakładu fotograficznego w Katowicach - Photografisches Atelier Paula Scholza, przy ul. Grundmanna 2 (dzisiaj ul. 3 Maja). Po  powrocie do Katowic zaczyna uwieczniać na fotografiach ważne wydarzenia dotyczące powstań śląskich, plebiscytu oraz podziału Śląska na część polską i niemiecką. W późniejszym okresie rozwija swoją firmę fotograficzną i rozpoczyna próbę realizowania filmów.
Ojciec i syn Antoni założyli w 1926 roku wytwórnię filmową „Espefilm” z siedzibą w Siemianowicach Śląskich przy ulicy Dworcowej 10. Tam rozpoczęto kręcenie niewielkich filmów krajoznawczych i propagandowych, a w przyszłości planowano produkcję filmów fabularnych. W późniejszym czasie Stefan Pierzchalski przekazał kierowanie „Espefilmem” swojemu synowi oraz powierzył mu przygotowanie produkcji pierwszego polskiego filmu fabularnego pt. „Niewolnicy życia” lub znanego także pod innym tytułem „Za grzechy ojców”- premiera filmu była w 1928 roku. Syn okazał się oszustem i aferzystą doprowadzając ostatecznie do upadłości wytwórni. Wiele artykułów na temat afer związanych z synem Antonim znajduje się w ówczesnej lokalnej prasie między innymi w „Polsce Zachodniej” z 1933 roku , „Śląskim Kurierze Porannym”i „Polonii” z 1936 roku. Upadek firmy spowodował zubożenie majątku, zadłużenie oraz utratę wypracowanej przez niego „dobrej marki” fotografia i filmowca. Później  razem z żoną i synem podjęli się jeszcze założenia w 1928 roku nowej firmy „Silesia Film”, ale wcześniejsze złe opinie prowadzenia biznesu nie pozwoliły rozwinąć już tego przedsięwzięcia.
Stefan Pierzchalski był także założycielem  i kierownikiem, wspólnie z redaktorem Alojzym Machem Instytutu Wydawniczo-Propagandowego. Instytut utworzono w październiku 1925 roku z siedzibą przy ulicy 3 Maja 2 w Katowicach. Celem Instytutu było promowanie ważnych wydarzeń historycznych oraz pracy w górnośląskim przemyśle w innych regionach Polski. Organizowano odczyty, wydawano specjalne wydawnictwa propagandowe oraz wyświetlano filmy.

## Albumy fotograficzne
- „Album fotografii – dokumentów do dziejów Śląska po plebiscycie – 1922”, gdzie zostały utrwalone najważniejsze wydarzenia z 1922 roku związane z uroczystym włączeniem części Górnego Śląska do Polski[10].
- „Album obiektów przemysłowych na Górnym Śląsku” z około 1922 roku, zawierający fotografie zakładów przemysłowych, nowoczesnych urządzeń i sprzętów technicznych oraz robotników górnośląskiego przemysłu[11].